# Heilig Hartbeeld (Werkhoven)
Het Heilig Hartbeeld is een standbeeld in de Nederlandse plaats Werkhoven, in de provincie Utrecht.

## Achtergrond
Het Heilig Hartbeeld werd gemaakt "in de ateliers van den beeldhouwer Dresmée te Utrecht". Vermoedelijk gaat het om Albert Dresmé, van zijn vader Adrianus Johannes Dresmé is vooral kleiner werk bekend. Het beeld is in 1930 geplaatst bij de Onze Lieve Vrouw ten Hemelopneming kerk.

## Beschrijving
Het beeld is een staande Christusfiguur in gedrapeerd gewaad en omhangen met een mantel. Hij houdt zijn beide handen langs het lichaam en toont de stigmata, op zijn borst is het Heilig Hart afgebeeld. De drie meter hoge getrapte sokkel, een ontwerp van Gerard van Aken, is uitgevoerd in drie kleuren baksteen. Op een plaquette op de sokkel staat de tekst 

WERKHOVEN AAN CHRISTUS